# Henryk Biel

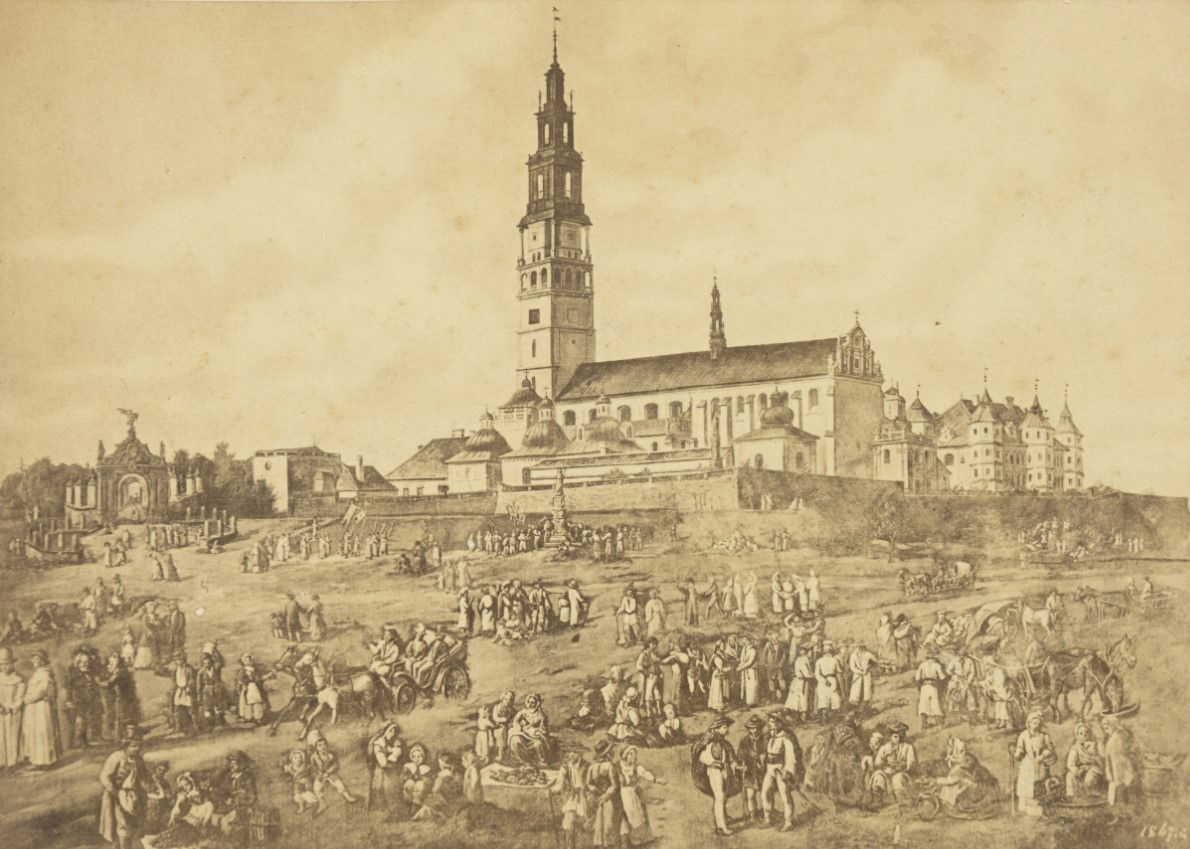
Klasztor Jasnogórski w XIX w.

Henryk Biel z Błeszna herbu Ostoja (zm. po 1424) – ksiądz katolicki, proboszcz częstochowski i pobiedziski, kanonik gnieźnieński.

## Życiorys
Był bratem Abla Biela z Błeszna herbu Ostoja. Podobnie jak Abel Biel cieszył się poparciem Władysława Opolczyka. Za sprawą księcia uzyskał godność kanonika gnieźnieńskiego, którą sprawował od 1387 roku. Był plebanem częstochowskim. W roku 1382 zrezygnował, za zgodą biskupa krakowskiego Jana Radlicy, w obecności Władysława Opolczyka, z kościoła parafialnego Najświętszej Maryi Panny w Częstochowie na rzecz sprowadzonych przez księcia paulinów z Węgier, którzy dali początek istnienia klasztoru na Jasnej Górze. Parafię przeniesiono natomiast do filialnego kościoła św. Zygmunta w Częstochowie. Henryk Biel był także plebanem w Pobiedziskach w Wielkopolsce. Jan Długosz w Liber beneficiorum wymieniał go jako kanonika krakowskiego, co jednak nie znajduje potwierdzenia w źródłach. W aktach kapituły gnieźnieńskiej często był wymieniany w latach 1404-1423. Ostatni raz wspomniany w roku 1424, kiedy to procesował się w Gnieźnie z Maciejem, plebanem z Wronczyna o wiertel mąki mesznego z młyna na rzece Głównej.